# باقلا وایج
باقلا وابیج یا خشکابیج یکی از غذاهای محلی مناطق شمالی ایران به ویژه گیلان و مازندران است که با باقلا، سیر، شوید و تخم مرغ تهیه می‌شود .
این غذا به عنوان یکی از غذاهای سنتی گیلک‌ها شناخته می‌شود و معمولاً در فصل بهار که باقلا تازه در دسترس است، تهیه می‌گردد . وجه تسمیه آن از ترکیب «وابیج» به معنی خشک در زبان گیلکی گرفته شده است .

## تاریخچه باقلا وابیج
باقلا وابیج به عنوان یکی از غذاهای اصیل و سنتی گیلک‌ها، ریشه در فرهنگ کشاورزی و زندگی روستایی مناطق شمالی ایران دارد . این غذا نشان‌دهنده هوشمندی زنان گیلانی در استفاده از مواد اولیه محلی و فصل‌ای است.

### پیشینه تاریخی
شواهد نشان می‌دهد این غذا:
- حداقل از دوره قاجاریه در منطقه رواج داشته است [۴]
- در ابتدا به عنوان غذای کشاورزان در فصل برداشت باقلا تهیه می‌شده [۱]
- در سفرنامه‌های سیاحان خارجی از قرن ۱۹ میلادی به بعد اشاره‌هایی به آن شده است [۵]

## مواد تشکیل‌دهنده
مواد اصلی این غذا شامل :
- باقلا سبز پوست کنده (ترجیحاً نوع مازندرانی) - ۲ لیوان
- شوید خشک - ۲ تا ۳ قاشق غذاخوری
- سیر - ۳ حبه
- تخم مرغ - ۴ عدد
- کره - ۳۰ گرم
- روغن زیتون - ۲ قاشق غذاخوری
- ادویه‌جات (زردچوبه، نمک، فلفل سیاه)

## روش تهیه

### مرحله اول: آماده‌سازی
۱. باقلاها را از پوست اول و دوم خارج کرده و بشویید .
۲. در قابلمه‌ای آب را به جوش آورده و باقلاها را ۳ دقیقه بپزید تا نیم‌پز شوند.
۳. باقلاها را آبکش کنید.

### مرحله دوم: پخت
۱. در تابه، کره و روغن را گرم کرده و سیر رنده شده را تفت دهید .
۲. باقلاهای نیم‌پز را اضافه و تفت دهید.
۳. زردچوبه، نمک، فلفل و شوید خشک را اضافه کنید.
۴. تخم‌مرغ‌ها را یکی یکی اضافه کرده و بپزید.

## ارزش غذایی
بر اساس تحقیقات مرکز تحقیقات تغذیه شمال کشور :
- منبع پروتئین گیاهی و فیبر
- حاوی ویتامین‌های A، C و گروه B
- هر پرس (۳۰۰ گرم) حدود ۲۸۰ کالری انرژی دارد